# Jargalant Khairkhan
Jargalant Khairkhan (mongol : Жаргалант Хайрхан, « sainte montagne ») est une montagne de l'Altaï située dans la province de Khovd en Mongolie et culminant à 3 796 m d'altitude.